# Ludwigsburgi járás
Ludwigsburg járás egy járás Baden-Württembergben. Ludwigsburgi járás Stuttgart, Heilbronn, Rems-Murr, Enz és Böblingen járásokkal határos. Lakosainak száma 534 074 fő (2015. december 31.).

## Népesség
A járás népessége az elmúlt években az alábbi módon változott:

| 2013 | 521 633 |
| 2015 | 534 074 |

## Közlekedés

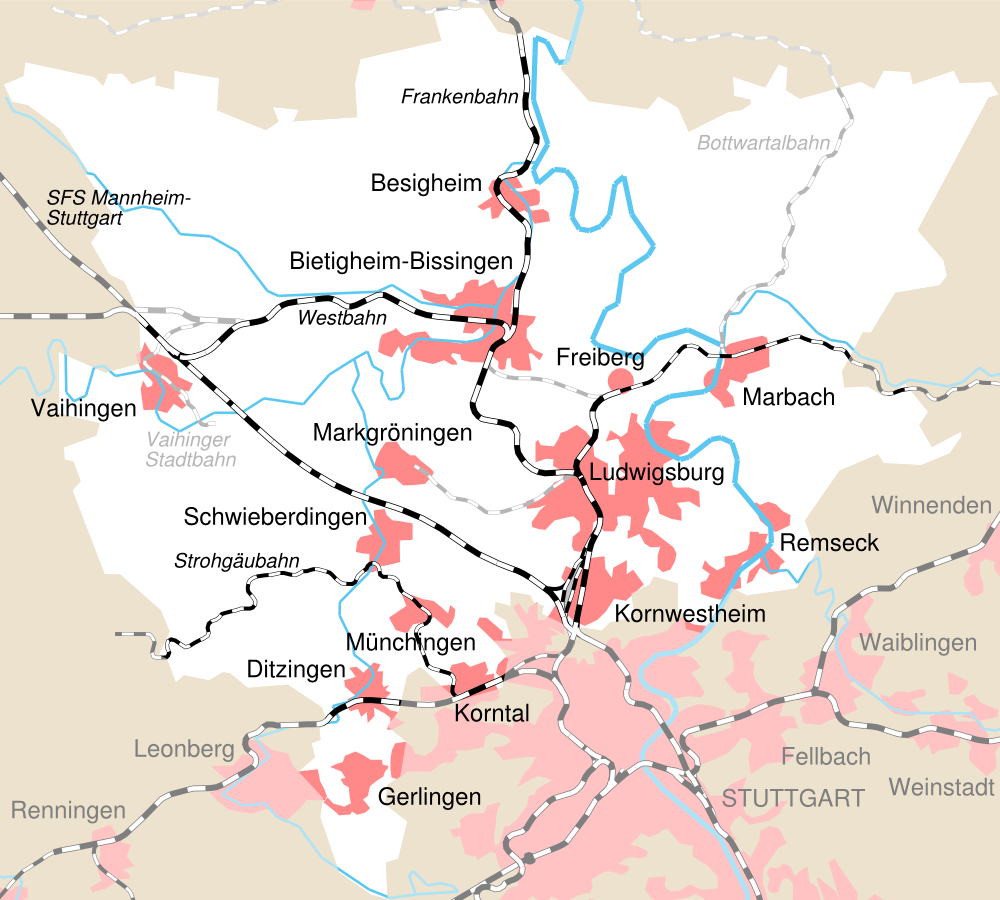
Ludwigsburg járás vasútvonalai

### Közúti közlekedés
A járást érinti az A81-es autópálya (Heilbronn–Stuttgart–Singen) .

## Városok és községek
| Város                                  | Címer | Terület km² | Népesség 2013. dec. 31-én | EW-Dichte fő / km² | Tszf. magasság |
| -------------------------------------- | ----- | ----------- | ------------------------- | ------------------ | -------------- |
| Asperg                                 |       | 10          | 13 315                    | 2 296              | 270            |
| Besigheim                              |       | 17          | 12 018                    | 714                | 202            |
| Bietigheim-Bissingen nagy járási város |       | 31          | 42 968                    | 1 373              | 211            |
| Bönnigheim                             |       | 20          | 7 593                     | 377                | 221            |
| Ditzingen nagy járási város            |       | 30          | 24 633                    | 810                | 303            |
| Freiberg am Neckar                     |       | 13          | 15 741                    | 1 198              | 240            |
| Gerlingen                              |       | 18          | 19 450                    | 1 109              | 336            |
| Großbottwar                            |       | 26          | 8 325                     | 326                | 215            |
| Korntal-Münchingen                     |       | 21          | 19 143                    | 924                | 304            |
| Kornwestheim nagy járási város         |       | 15          | 33 153                    | 2 265              | 297            |
| Ludwigsburg nagy járási város          |       | 43          | 92 973                    | 2 146              | 293            |
| Marbach am Neckar                      |       | 18          | 15 477                    | 857                | 224            |
| Markgröningen                          |       | 28          | 14 555                    | 517                | 281            |
| Oberriexingen                          |       | 8           | 3 297                     | 404                | 203            |
| Remseck am Neckar nagy járási város    |       | 23          | 25 759                    | 1 129              | 212            |
| Sachsenheim                            |       | 58          | 18 170                    | 314                | 246            |
| Steinheim an der Murr                  |       | 23          | 12 219                    | 527                | 200            |
| Vaihingen an der Enz nagy járási város |       | 73          | 28 695                    | 391                | 217            |

| Község              | Címer | Terület km² |
| ------------------- | ----- | ----------- |
| Affalterbach        |       | 10          |
| Benningen am Neckar |       | 5           |
| Eberdingen          |       | 26          |
| Erdmannhausen       |       | 9           |
| Erligheim           |       | 6           |
| Freudental          |       | 3           |
| Gemmrigheim         |       | 8           |
| Hemmingen           |       | 12          |
| Hessigheim          |       | 5           |
| Ingersheim          |       | 12          |
| Kirchheim am Neckar |       | 9           |
| Löchgau             |       | 11          |
| Möglingen           |       | 10          |
| Mundelsheim         |       | 10          |
| Murr                |       | 10          |
| Oberstenfeld        |       | 20          |
| Pleidelsheim        |       | 10          |
| Schwieberdingen     |       | 15          |
| Sersheim            |       | 11          |
| Tamm                |       | 9           |
| Walheim             |       | 6           |